# Корисні копалини Кувейту
Корисні копалини Кувейту.
Основна корисна копалина країни — нафта. Кувейт — один з провідних світових продуцентів і експортерів нафти і природного газу, поточні доведені запаси яких на 01.01.1998 оцінювалися в 12 805,5 млн т і 1 492 млрд м³ відповідно, що становило 9,3 і 1 % всіх світових запасів. Станом на початок XXI ст. позиції країни за запасами нафти суттєво не змінилися. 
За даними [Mining Annual Review 2002] і British Petroleum у 2003 р Кувейт диспонує близько 96 млрд бар. нафти, що становить близько 9 % світових запасів. Обчислений за рівнем споживання майбутній продуктивний період — понад 100 років.
Територія Кувейту з прилеглою акваторією входить у нафтогазоносний басейн Перської затоки. Відкрито 8 великих нафтових родовищ, в т.ч. Великий Бурган — друге за запасами нафти родовище світу. Продуктивні пісковики світ вара, мауддуд, бурган і зубайр крейдового віку, залягають на глибині 970-3000 м. Основний видобуток (90 %) забезпечують III і IV продуктивні горизонти світи бурган на глибині 1050-1100 м. Нафти середні і важкі, сірчисті і високосірчисті.
Триває розвідка нових перспективних на нафту полів. Компанія Kuwait Petroleum Corp. у 2001 р веде ГРР на острові Баб'ян (Bubiyan) біля Іраку.